# اگزومتوچی
اگزومتوچی (به لاتین: Exometochi) یک منطقهٔ مسکونی در قبرس شمالی است که در ناحیه لفکوشا واقع شده‌است. اگزومتوچی ۶۲۴ نفر جمعیت دارد.